# Francesca De Rosa
Francesca De Rosa (Vico Equense, 2 ottobre 2001) è una cestista italiana.
Guardia tiratrice di 174 cm, ha giocato in Serie A1 con Battipaglia.